# Råtjärnberget-Djupdalsberget
Råtjärnberget-Djupdalsberget este o arie protejată (arie specială de conservare — SAC, sit de importanță comunitară — SCI) din Suedia întinsă pe o suprafață de 188 ha, integral pe uscat.

## Localizare
Centrul sitului Råtjärnberget-Djupdalsberget este situat la coordonatele 62°05′41″N 15°15′33″E / 62.0946°N 15.2592°E.

## Înființare
Situl Råtjärnberget-Djupdalsberget a fost declarat sit de importanță comunitară în ianuarie 2002 pentru a proteja un număr necunoscut de specii din flora spontană și fauna sălbatică aflate în arealul zonei. Situl a fost protejat și ca arie specială de conservare în martie 2011.

## Biodiversitate
Situată în ecoregiunea boreală, aria protejată conține 2 habitate naturale: Taiga vestică, Mlaștini turboase de tranziție și turbării mișcătoare.
La baza desemnării sitului se află un număr nedeclarat de specii protejate.